# Marlene Hinterberger

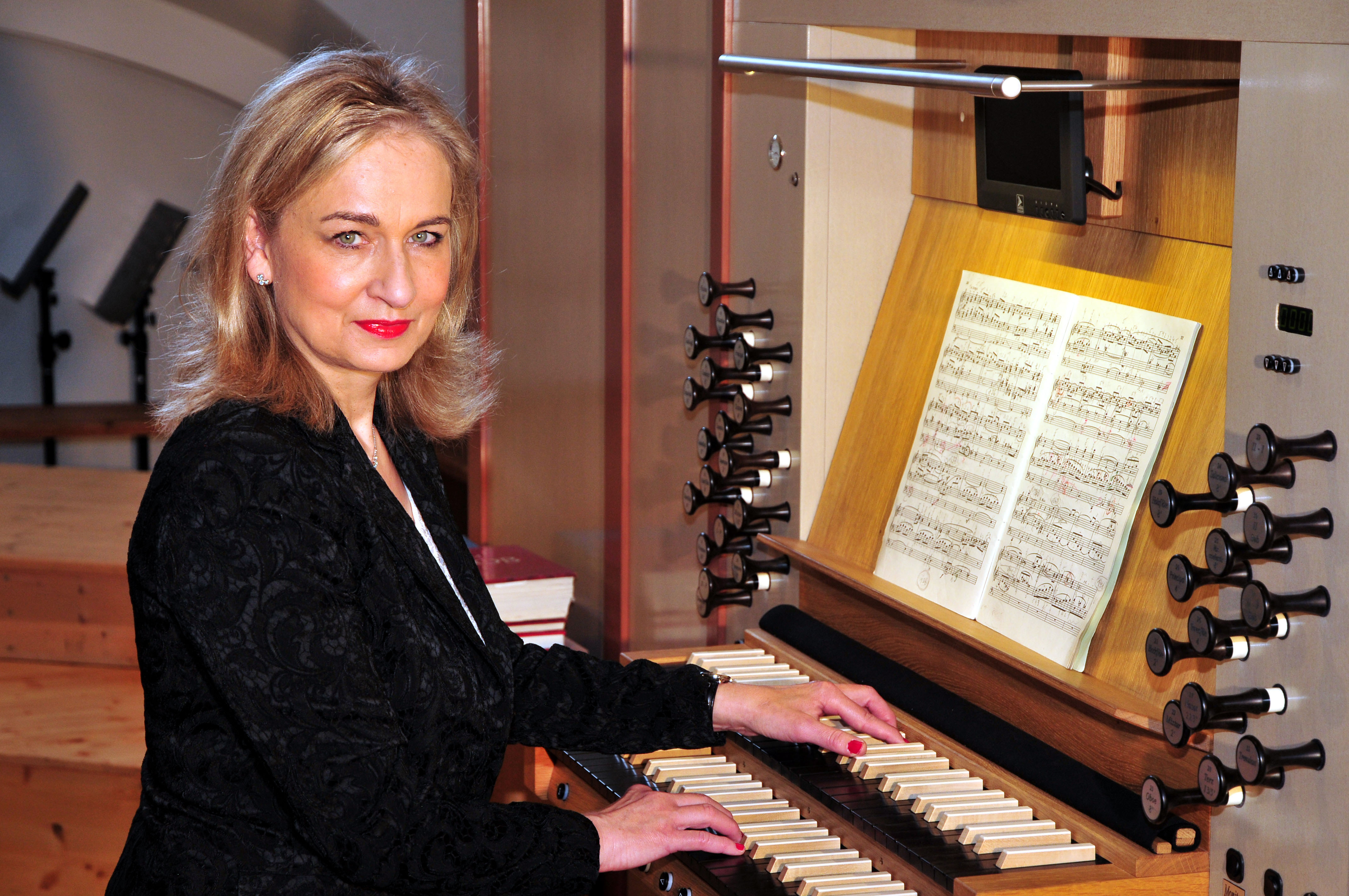
Marlene Hinterberger an der Orgel

Marlene Hinterberger (* 1954 in Bad Aibling) ist eine deutsche Organistin und Musikprofessorin.

## Ausbildung
Mit fünf Jahren erhielt sie ihren ersten Klavierunterricht bei Anna Stadler.  Sie studierte zunächst an der Fachakademie für Musik, Richard-Strauss-Konservatorium in München und legte dort die staatliche Musiklehrerprüfung, die Musikreifeprüfung in Katholischer Kirchenmusik, sowie die Konzertreifeprüfung im Fach Klavier ab.
Das anschließende Hauptfachstudium „Orgel“ bei Domorganist Franz Lehrndorfer an der Staatlichen Hochschule für Musik in München schloss sie  mit dem künstlerischen Staatsexamen im Konzertfach Orgel „mit Auszeichnung“ ab. Von 1981 bis 1983 besuchte sie die Meisterklasse von Franz Lehrndorfer und unterrichtete während dieser Zeit als seine Assistentin in einer eigenen Orgelklasse. Mit der Verleihung des Meisterklassendiploms 1983 erhielt sie einen Lehrauftrag für Orgel an der Staatlichen Hochschule für Musik und Theater in München. 2003 wurde sie dort Honorarprofessorin.

## Preise und Auszeichnungen
- Preisträgerin beim Orgelwettbewerb des Kulturkreises im Bundesverband der Deutschen Industrie
- Preis beim Internationalen Orgelwettbewerb „Accademia di S.Cecilia“ in Rom

## Auftritte
Marlene Hinterberger spielte zahlreiche Orgel-, Klavier- u. Cembalokonzerte im In- u. Ausland. Sie wirkte bei Rundfunk- und Fernsehaufnahmen, Festgottesdiensten, Chor- und Orchesterkonzerten mit anderen Solisten mit.

## Diskografie
- Joseph Suder: Festival Mass: Dona Nobis Pacem; Symphonic Music II
- Suder: Festival Mass & Symphonic Music
- Trio Vox Humana: „Lobgesänge und Orgelpracht“